# Ruscova
Ruscova (ukr. Рускова, Ruskowa) – wieś w Rumunii, w okręgu Marmarosz, w gminie Ruscova. W 2011 roku liczyła 5541 mieszkańców.